# Saint-Mars-Vieux-Maisons
Saint-Mars-Vieux-Maisons è un comune francese di 284 abitanti situato nel dipartimento di Senna e Marna nella regione dell'Île-de-France.

## Società

### Evoluzione demografica
Abitanti censiti